# Achaius erythrothorax
Achaius erythrothorax är en stekelart som beskrevs av Heinrich 1965. Achaius erythrothorax ingår i släktet Achaius och familjen brokparasitsteklar. Inga underarter finns listade i Catalogue of Life.